# 水曜日 (20th Centuryの曲)
『水曜日』（すいようび）は、20th Centuryの配信限定シングル。

## 解説
2022年10月17日に配信リリースされた。
1週間の真ん中にあるちょっと憂鬱な“水曜日”を乗り越えて、週の後半に向かって進んでいこうというメッセージが込められている。
バンド「ミツメ」が楽曲提供を行った。トニセンのメンバーそれぞれが気になっているアーティストを出し合う中で、候補としてミツメが挙げられていた。
本作のジャケット写真は80年代テイストの王道アイドルに扮した3人がバスタブではしゃぐ様子を撮影した遊び心のある一枚となっている。
MVではメンバーが真顔でひたすら水曜日を待ち、水曜日になると心を解き放って踊り出す。MVの見どころの一つは3人のシュールなダンスである。
ファンクラブ会員限定で、オリジナル文房具セットとセットで、楽曲をダウンロードできる「ミュージックカード」が販売。また、所属レーベルMENT RECORDINGのキャンペーン企画で、iTunes Store（音声：S.I.N NEXT GENERATION 番外編 Vol.3）、レコチョク（水曜日特典動画）、mora（水曜日待ち受け画面）にてダウンロード購入した購入者が10月17日～23日にキャンペーンサイトより応募すると、スペシャル動画・音声コンテンツ・待ち受け画面を期間限定試聴・視聴・ダウンロードできる特典があった。

## 収録曲
1. 水曜日
作詞：川辺素、作曲・編曲：ミツメ
  - 花王 ニベアメン アクティブエイジシリーズ CMソング[8]